# Velarifictorus flavifrons
Velarifictorus flavifrons är en insektsart som beskrevs av Lucien Chopard 1966. Velarifictorus flavifrons ingår i släktet Velarifictorus och familjen syrsor. Inga underarter finns listade i Catalogue of Life.